# Almacén de Florentina
El Almacén de Florentina es un antiguo almacén de alimentos de la ciudad española de Melilla.
En 2018 alberga el  Club Scorpio de Aventuras y el Restaurante La Muralla. Está situado en la cuesta de la Florentina, de la ciudadela Melilla La Vieja.

## Historia
Después de comprar la Real Hacienda tres casas que daban a la Muralla de Florentina, estas se demolieron en julio de 1781 y sobre sus solar fue iniciado en agosto de 1781 este almacén de alimentos.

## Descripción

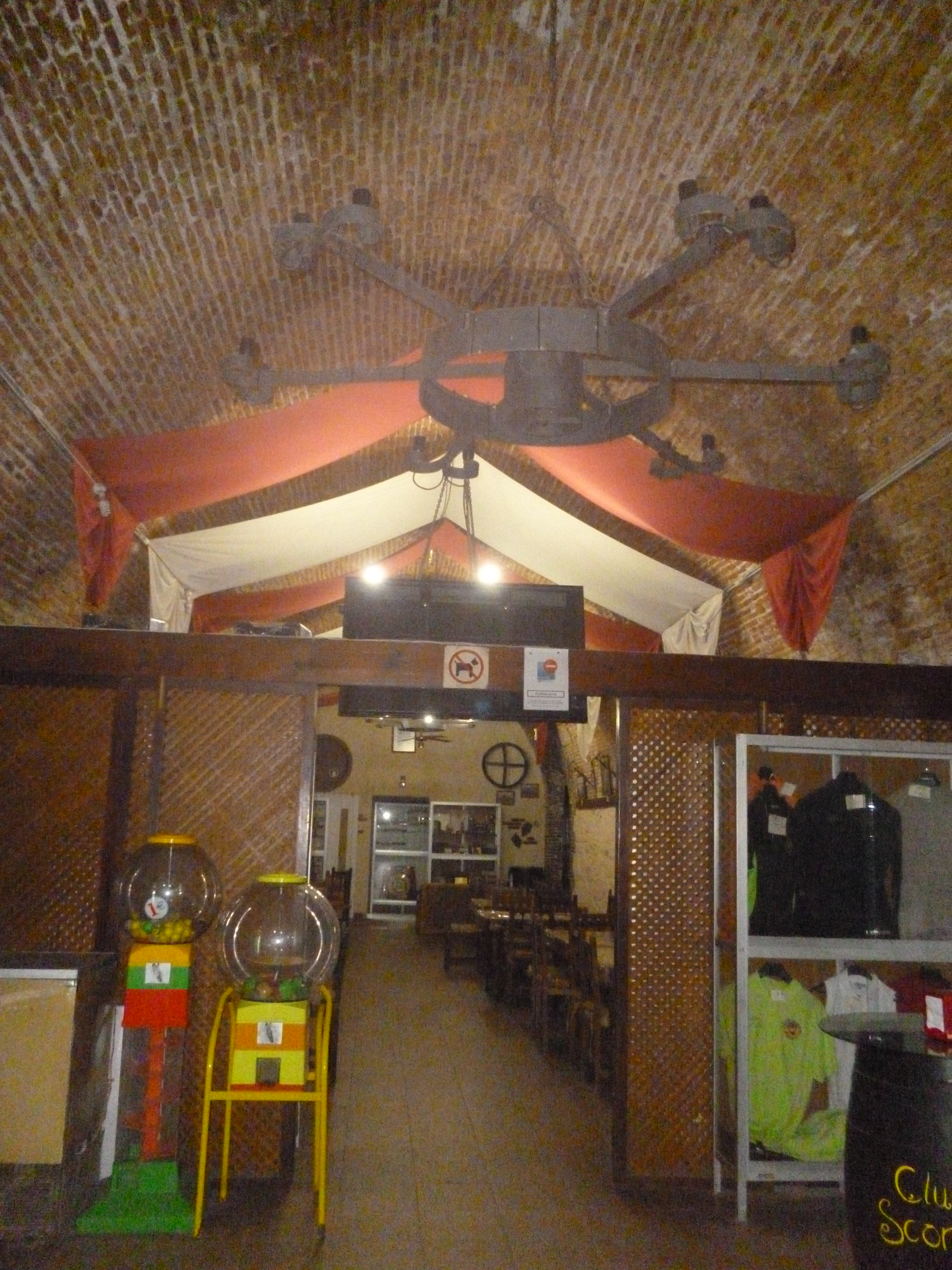

El edificio es de piedra de la zona para las paredes y ladrillo macizo para los arcos y las bóvedas con cubiertas a dos aguas y consta de dos plantas con dos bóvedas cada una.  La baja alberga el Club Scorpio de Aventuras y la alta el Restaurante La Muralla.